# Юго-Камское сельское поселение
Юго-Камское се́льское поселе́ние — упразднённое муниципальное образование в Пермском районе Пермского края Российской Федерации.
Административный центр — посёлок Юго-Камский.

## История
В декабре 2004 года образовано Юго-Камское городское поселение.
В апреле 2008 года городское поселение преобразовано в сельское поселение.
В июле 2008 года в Юго-Камское сельское поселение включено упразднённое Рождественское сельское поселение.
Юго-Камское сельское поселение упразднено в 2022 году в связи с преобразованием Пермского муниципального района со всеми входившими в его состав сельскими поселениями в Пермский муниципальный округ.

## Население
| 2010  | 2012  | 2013  | 2014  | 2015  | 2016  | 2017  |
| ----- | ----- | ----- | ----- | ----- | ----- | ----- |
| 9775  | ↘9573 | ↘9534 | ↘9315 | ↘9287 | ↗9377 | ↘9376 |
| 2018  | 2019  | 2020  | 2021  |       |       |       |
| ↘9259 | ↘9196 | ↘9147 | ↘9024 |       |       |       |

## Населённые пункты
В состав сельского поселения входил 21 населённый пункт.
| №  | Населённый пункт | Тип     | Население |
| -- | ---------------- | ------- | --------- |
| 1  | Берег Камы       | деревня | 23        |
| 2  | Верх-Юг          | деревня | 0         |
| 3  | Еловая           | деревня | 5         |
| 4  | Ермозы           | деревня | 6         |
| 5  | Жилья            | деревня | 2         |
| 6  | Заречная         | деревня | 14        |
| 7  | Казанцы          | деревня | 2         |
| 8  | Кашино           | деревня | 4         |
| 9  | Луговая          | деревня | 89        |
| 10 | Новый            | посёлок | 552       |
| 11 | Ольховка         | посёлок | 19        |
| 12 | Пашня            | деревня | 51        |
| 13 | Петушки          | деревня | 6         |
| 14 | Полуденная       | деревня | 68        |
| 15 | Рождественское   | село    | 424       |
| 16 | Сташково         | село    | 119       |
| 17 | Таёжный          | посёлок | 86        |
| 18 | Усть-Пизя        | посёлок | 266       |
| 19 | Чёрная           | деревня | 10        |
| 20 | Шондиха          | деревня | 10        |
| 21 | Юго-Камский      | посёлок | ↗9310     |

## Флаг
Флаг утверждён 26 апреля 2006 года: «Вымпел представляет собой прямоугольное полотнище, разделённое на три разноцветных участка: в верхней части — цвета лазури (оттенки синего и голубого), в нижней, геральдически справа — цвета зелени, а геральдически слева — червлёного (красного) цвета. Цвета полотнища вымпела повторяют цветовую гамму эмблемы и символизируют те же добродетели. Соотношение пропорции полотнища вымпела 2:3».